# Iveco Urbanway 10,5M
Iveco Urbanway 10,5M je nízkopodlažní městský autobus vyráběný společností Iveco Bus, nástupce autobusu Irisbus Citelis 10,5M. Jedná se o zkrácenou verzi autobusu Iveco Urbanway 12M, který byl představen v roce 2013. Urbanway 10,5M je produkován ve dvou- nebo ve třídveřové variantě, přičemž dvoudveřová verze disponuje 26 místy k sezení, třídveřová jich má o pět méně. Vůz je vybaven buď dieselovým motorem Iveco Tector 7 o výkonu 210 kW, nebo motorem Iveco Cursor 8 CNG (213 kW) poháněným stlačeným zemním plynem, který je uložen ve čtyřech nádržích na střeše vozidla.

## Výroba a provoz
Urbanway 10,5M byl představen v květnu 2013 na veletrhu UITP v Ženevě společně s celou novou produktovou řadou značky Iveco Bus. V prodeji je od začátku roku 2014. Je vyráběn v závodě Iveco Czech Republic ve Vysokém Mýtě a v závodě ve francouzském Annonay. V Česku je provozován například v Jablonci nad Nisou, Opavě, Táboře nebo v Chomutově.
| Dopravce             | Počet vozů | Rok výroby | Evidenční čísla | Poznámky                                               |
| -------------------- | ---------- | ---------- | --------------- | ------------------------------------------------------ |
| BusLine MHD          | 2          | 2015       | 80–81           |                                                        |
| Comett Plus (Tábor)  | 2          | 2015       | 11, 51          | vůz 11 – první sériově vyrobený vůz Urbanway 10.5M CNG |
| ČSAD Havířov         | 1          | 2016       | 73-0049         | původně předváděcí vůz                                 |
| ČSAD STTRANS         | 1          | 2019       |                 |                                                        |
| DP Chomutov a Jirkov | 2          | 2015       | 262–263         |                                                        |
| DP Jihlava           | 1          | 2024       | 240             |                                                        |
| DP Opava             | 7          | 2015       | 162–168         |                                                        |